# ガンガン (フランス)
ガンガン（Guingamp、ブルトン語: Gwengamp）は、フランス、ブルターニュ地域圏、コート＝ダルモール県のコミューン。

## 歴史
中世のパンティエーヴル伯領は、小さなガンガン伯領を所有していた。1675年に起きた印紙税一揆（fr）でガンガンの名は歴史に記録されることになった。一揆の首謀者らは、ガンガンで絞首刑にされた。

## 文化
旧市街のかつて城壁があった場所には、ブルトン文化とケルト文化の現代マルチ・メディア・センターがある。公立劇場をコミューンの文化局が運営している。
ブルトン・ダンスはガンガンで盛んに行われている。文化局は、1週間開催される国際的な現代創作ダンス・イベント、ブルトン・ダンス・サン＝ルー・フェスティヴァルを主催しており、イギリス、アイルランド、ウェールズ、ガリシア、アストゥリアスといったケルトの伝統を持つ国と地域からダンサーが参加する。
ガンガンは、ツバキの文化の促進で知られている。

## 人口統計
| 1962年 | 1968年 | 1975年 | 1982年 | 1990年 | 1999年 | 2006年 | 2010年 |
| ------ | ------ | ------ | ------ | ------ | ------ | ------ | ------ |
| 8912   | 9232   | 9284   | 8507   | 7905   | 8008   | 7693   | 7280   |

参照元:1999年までEHESS、2000年以降INSEE

## 史跡

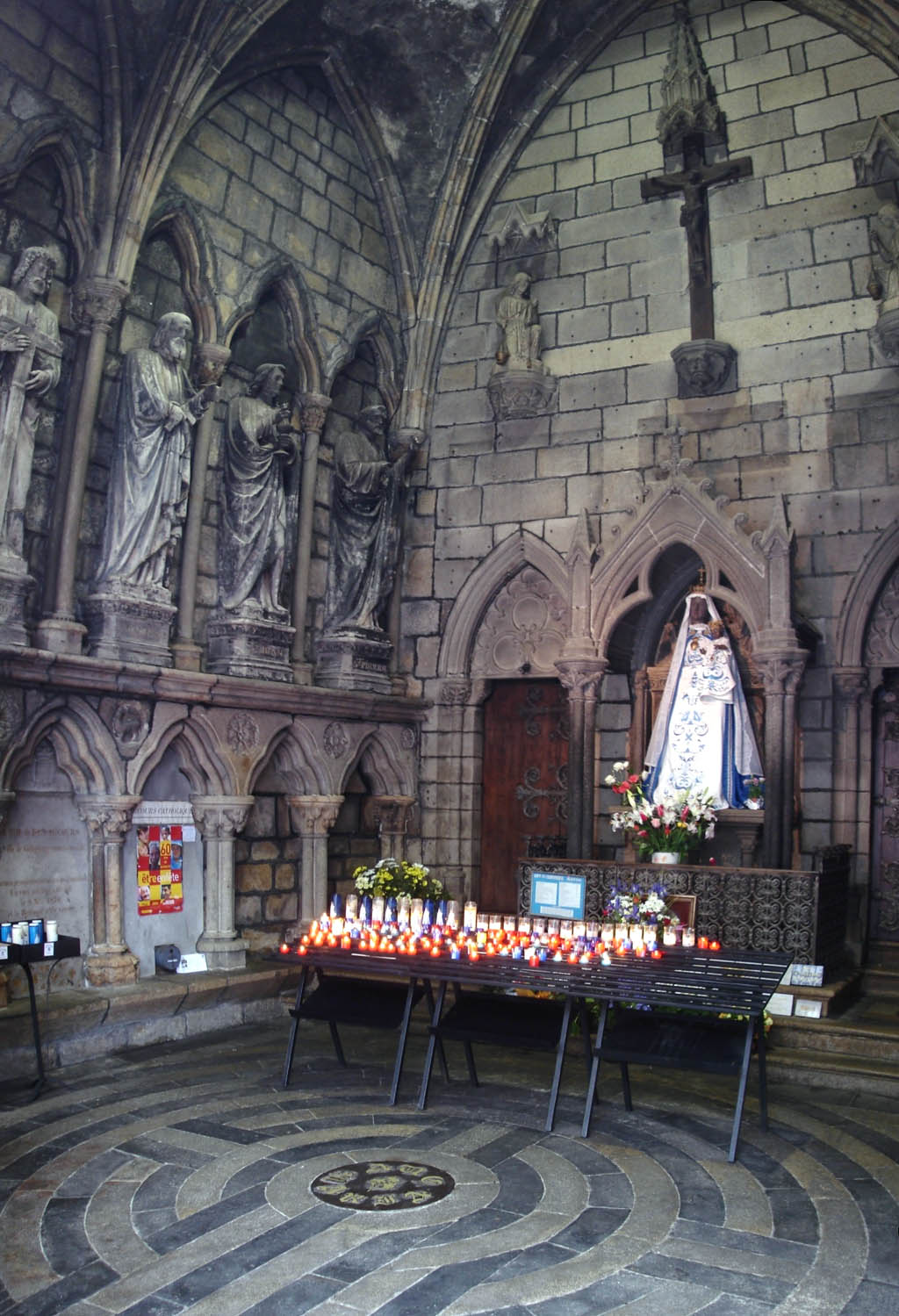
ノートルダム教会内部。ガンガンの黒い聖母像を祀る

- ガンガン城 - ブルターニュ公ピエール2世によって建設された
- ノートルダム・ド・ボン・スクール教会（Basilique Notre-Dame de Bon Secours） - 16世紀完成。
- サント＝クロワ修道院（Abbaye Sainte-Croix de Guingamp）- 1135年創設

## 出身著名人
- ギィ・ロパルツ - 作曲家

## スポーツ
- EAギャンガン - プロサッカークラブ